# ARA Libertad (Q-2)
ARA Libertad (Q-2) (рус. Либерта́д — «Свобода») — учебное парусное судно (по классификации военного назначения фрегат, по классификации типа парусного оснащения корабль) аргентинских ВМС. Был построен в 1950-х годах на верфи «Рио-Сантьяго» вблизи Ла-Платы и стал одним из крупнейших парусников мира. Первый выход в море был в 1962 году. Прошёл более чем 800 тысяч морских миль (1,5 миллиона км), посетил около 500 портов в более чем 60 странах.

## Основные характеристики
Длина (с бушпритом): 103,75 м; Ширина: 14,31 м; Осадка: 6,60 м; Водоизмещение: полное — 3765 т; стандартное — 3025 т. Мачты: 3; Экипаж: 370 чел, в том числе 24 офицера, 187 членов экипажа и 150 морских кадетов.
Парусное вооружение: три мачты (фок-мачта, грот-мачта и бизань-мачта) и бушприт, с двойными марселями по 5 рей на мачту, с возможностью брасопить до 45° на каждый борт. Площадь парусов — 2646 м².
Двигатели: 2 дизельных мощностью 2400 л. с.; обеспечивают скорость 13,5 узла.
Вооружение: четыре 47-мм салютные пушки, четыре 40-мм зенитных автомата и 76-мм орудие. Является одним из наиболее вооружённых парусников мира.
На паруснике развитая высокая ходовая рубка, расположенная между фок- и грот-мачтами.

## История
«Либертад» выигрывал Boston Teapot Trophy в 1966, 1976, 1981, 1987, 1992 и 1998 годах.
В 1963 году корабль пересёк Атлантический океан за 6 дней и 21 час, развив среднюю скорость 15 узлов и наибольшую скорость под парусами — 18 узлов.
В 1966 году корабль установил мировой рекорд для трансатлантических плаваний (только парусные суда) между Cape Race (Канада) и Dursey Island (Ирландия) — 1741,4 морских миль (3225,1 км) за 6 дней и 4 часа.
Фрегат принял участие в торжествах на реке Гудзон по случаю двухсотлетия США 4 июля 1976 года, со многими другими парусными судами со всего мира.

## Служба
2 октября 2003 года, во время очередного учебного плавания, во время стоянки в испанском порту Ферроль на «Либертаде» произошёл пожар. Огонь серьёзно повредил корпус судна и каюты, несколько членов экипажа были госпитализированы. Три пожарные дружины тушили пожар в течение трёх часов. На время проведения восстановительных работ, функции учебного судна выполняли с 2004 по 2006 эскадренный миноносец «Эркулес», корветы «Паркер», «Росалес» и «Спиру».
В 2010-м фрегат принял участие в регате Velas Sudamérica 2010, турне парусников американских и европейских стран по историческим местам войны за независимость испанских колоний в Америке, в честь празднования двухсотлетия первых национальных правительств Аргентины и Чили. В числе судов были чилийская «Эсмеральда», мексиканский «Куаутемок», голландская «Европа», испанский «Хуан Себастьян Элькано» и др.

### Ганский инцидент
В октябре 2012 года во время захода в ганский порт Тема фрегат был задержан с санкции суда этой страны. Причиной стали долги Аргентинской Республики, дефолт по которым она объявила в 2001 году. По решению суда Ганы судно было конфисковано в пользу NML Capital, дочерней организации американского хедж-фонда Elliot Capital Management, пострадавшего от аргентинского дефолта. Владельцем EML является американский миллиардер Пол Сингер. Однако в декабре 2012 по предписанию Международного трибунала ООН по морскому праву фрегат был освобождён из-под ареста и отбыл в порт Мар-дель-Плата, Аргентина.
После решения Международного трибунала Ганская портовая администрация подала в суд на NML Capital с требованием возмещения издержек в 7,6 млн долларов США, связанных с арестом «Либертада». Верховный суд Ганы в июне 2013 года постановил, что 77-дневное задержание судна было «необоснованным, и может поставить под угрозу безопасность Ганы и вызвать дипломатический конфликт».
На фоне скандала вокруг фрегата подали в отставку глава военной разведки DNIEM Лурдес Пуэнте Оливера, командующий военно-морским флотом страны адмирал Карлос Альберто Пас, а позже президент Аргентины Кристина Киршнер полностью сменила командование вооружёнными силами.

## Награды
- Почётная медаль «Коммандер Педро Кэмпбелл», награждён ВМС Уругвая[16].
- Орден военно-морской заслуги, награждён ВМС Доминиканской Республики[16].
- Орден морской заслуги адмирала Падилья, награждён ВМС Колумбии[16].
- Орден Риу-Бранку, награждён Федеративной Республикой Бразилия[16].

## Интересные факты

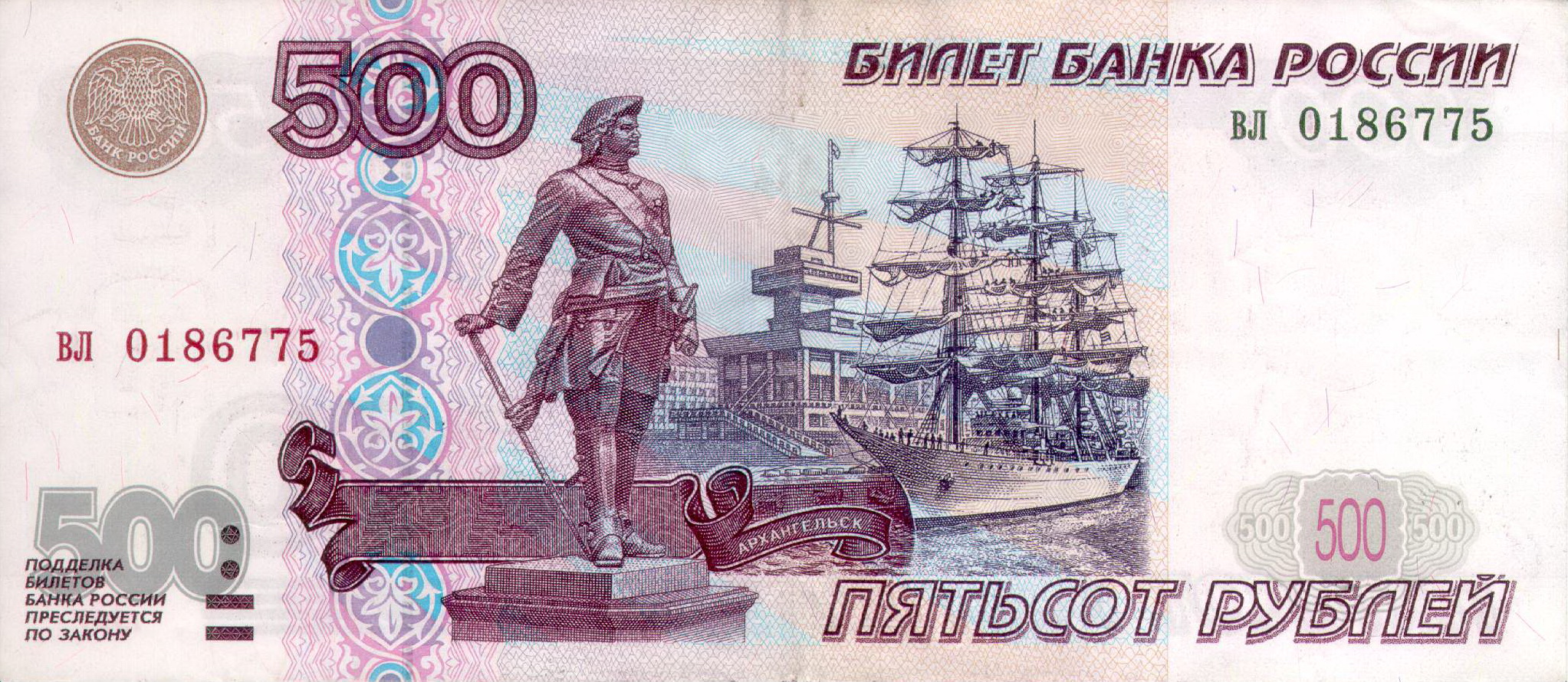
500 рублей

Фотография никогда не заходившего в российские воды парусника ARA Libertad стала основой для создания образа парусника на российской банкноте в 500 тысяч рублей образца 1995 года, а после деноминации и банкнот 500 рублей образца 1997 года. Её в последний момент (перед утверждением дизайна 500-тысячной купюры 1997 года) перерисовал туда бывший главный художник Гознака Игорь Крылков, заменяя тем самым не удовлетворившее Центробанк современное речное судно.

## Галерея

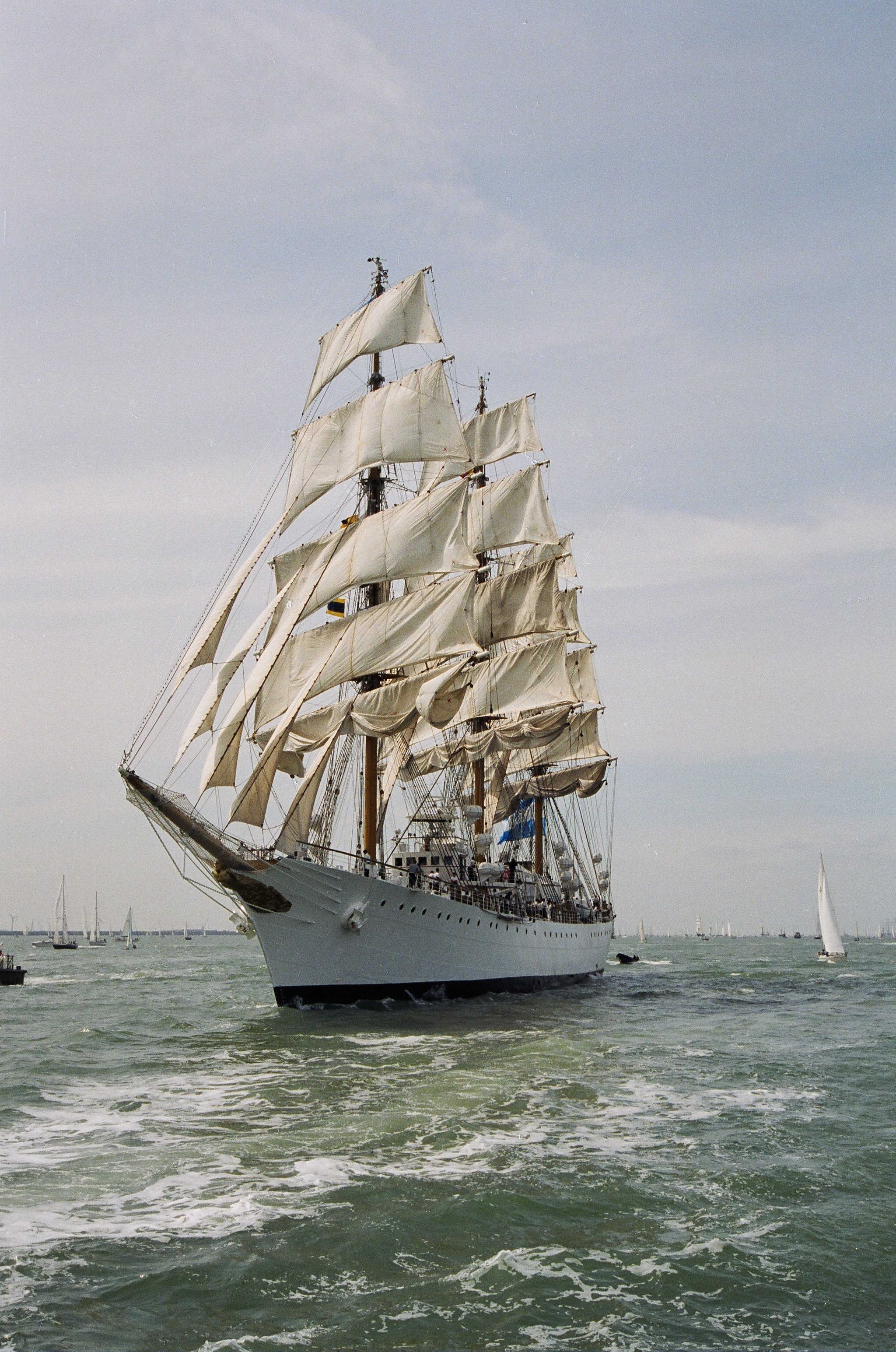
На всех парусах
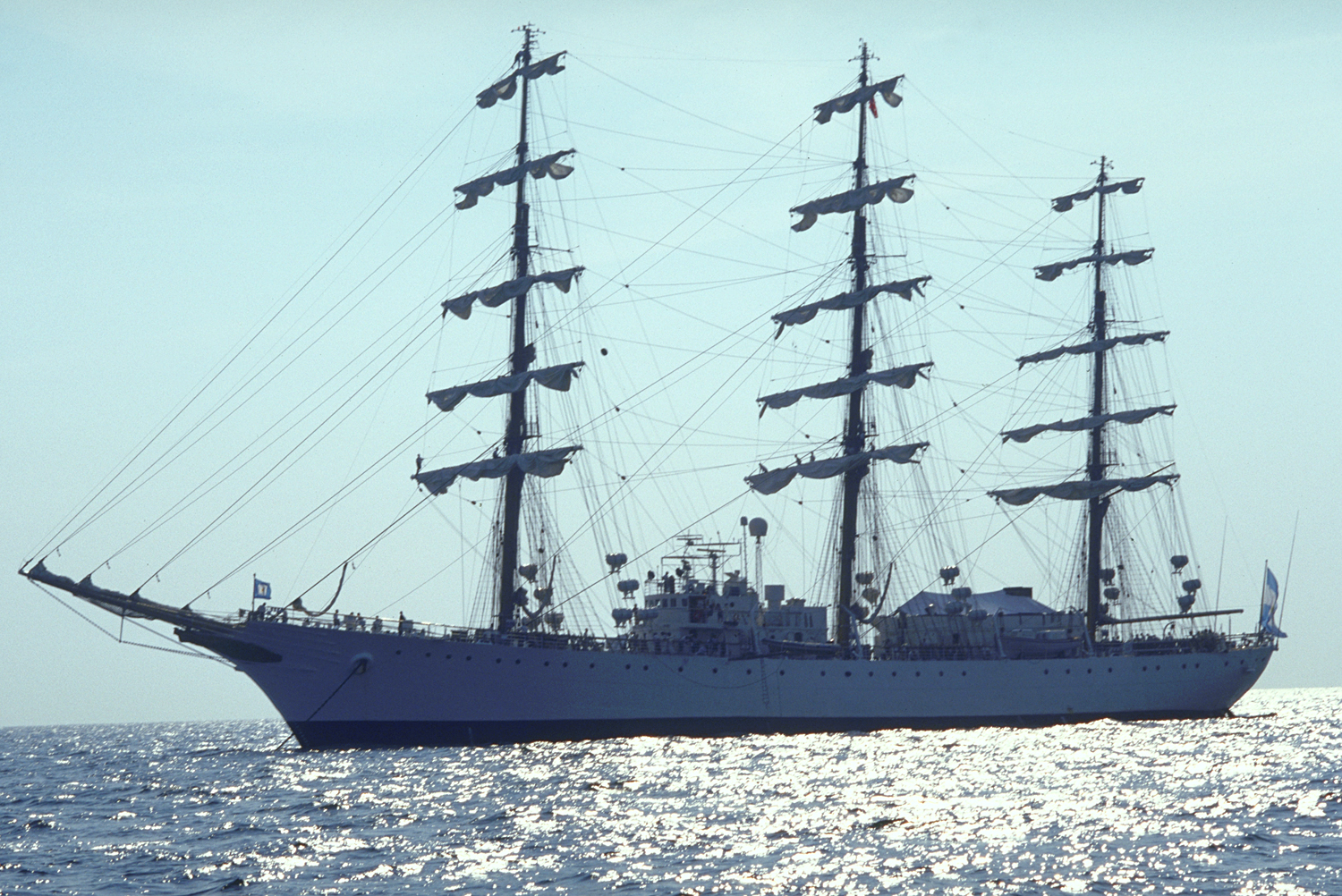
На якоре у Тайби-Айленд (Джорджия) в июле 1998 года
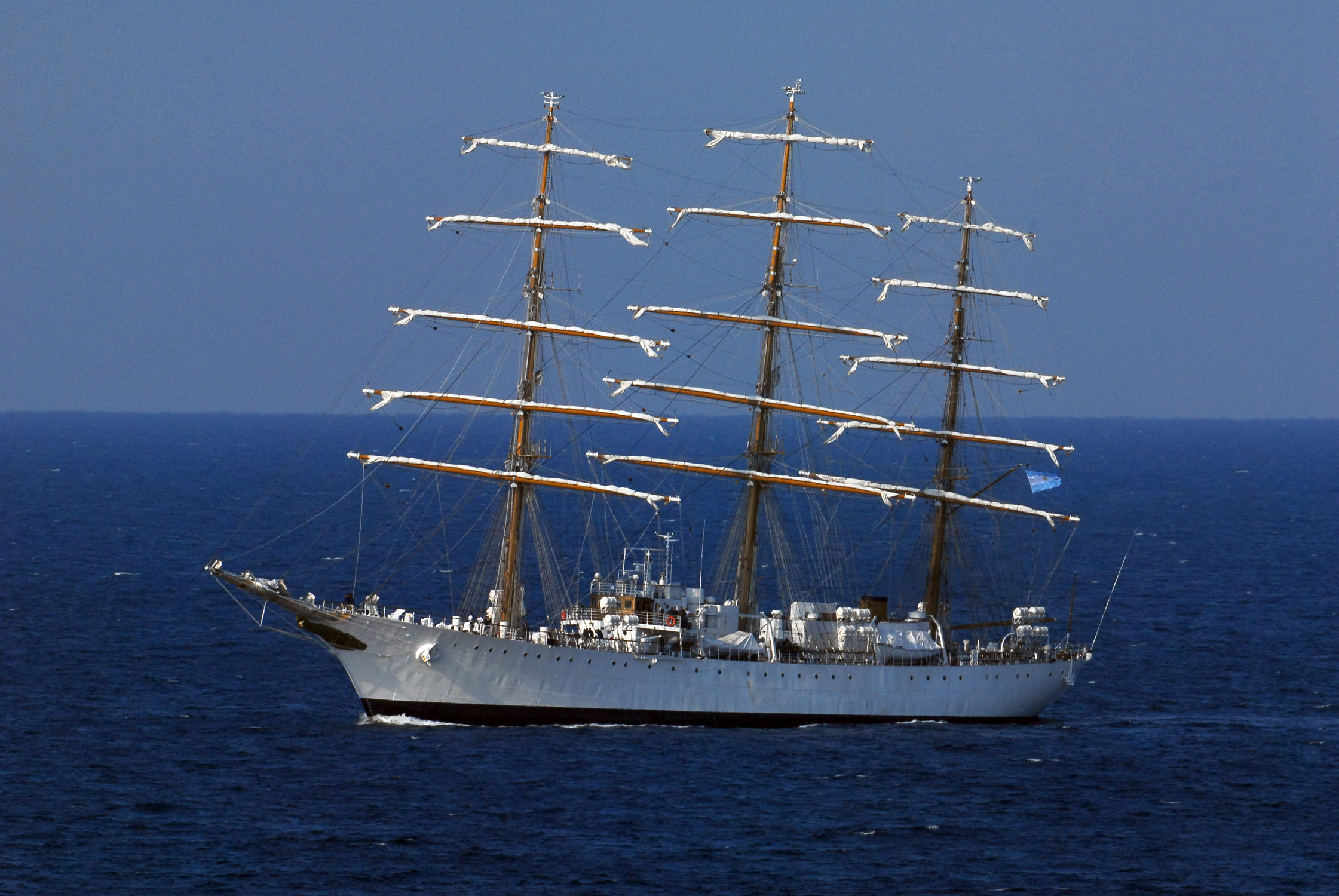
В Атлантическом океане в мае 2007
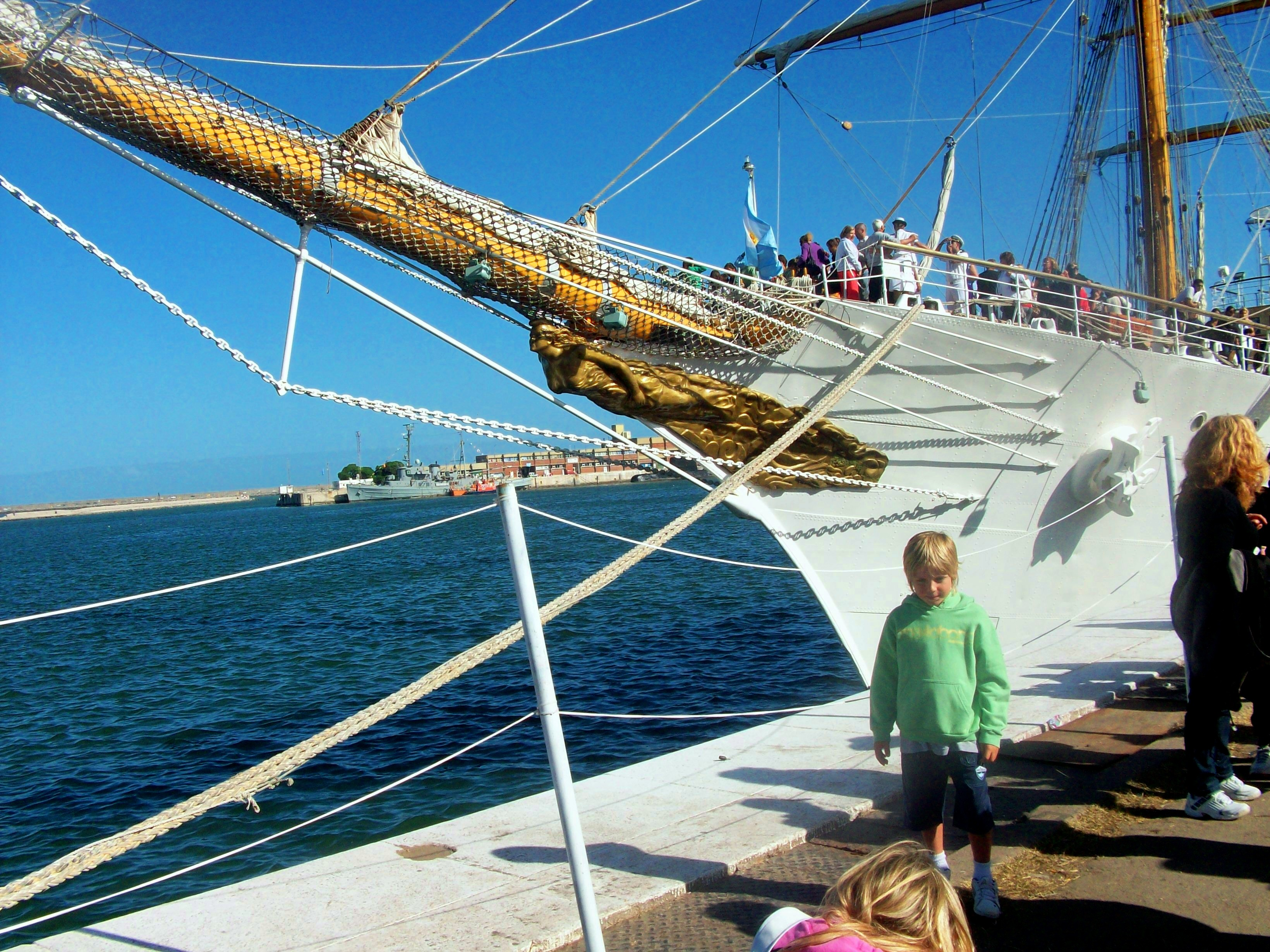
Бушприт и гальюнная фигура фрегата (Мар-дель-Плата)